# Новиковский сельсовет (Башкортостан)
Новиковский сельсове́т — упразднённая в 2008 году административно-территориальная единица и сельское поселение (тип муниципального образования) в составе Фёдоровского района Башкортостана.
Объединён с сельским поселением Бала-Четырманский сельсовет.
Код ОКАТО — 80254835000.

## Состав
- д. Новософиевка — 208 чел.,
- с. Новояушево — 435 чел.,
- с. Сергеевка — 18 чел.

## История
Согласно Закону Республики Башкортостан «О границах, статусе и административных центрах муниципальных образований в Республике Башкортостан» от 16 декабря 2004 года имел статус  сельского поселения.
В 2008 году произошло объединение Бала-Четырманского и Новиковского сельсовета с сохранением наименования «Бала-Четырманский».
Закон Республики Башкортостан от 19.11.2008 N 49-з «Об изменениях в административно-территориальном устройстве Республики Башкортостан в связи с объединением отдельных сельсоветов и передачей населённых пунктов», ст.1 гласил:

 Внести следующие изменения в административно-территориальное устройство Республики Башкортостан:
 44)... 
 б) объединить Бала-Четырманский и   Новиковский сельсоветы с сохранением наименования «Бала-Четырманский» с административным центром в селе Бала-Четырман.

Включить сёла Новояушево, Сергеевка, деревню Новософиевка Новиковского сельсовета в состав Бала-Четырманского сельсовета.

Утвердить границы Бала-Четырманского сельсовета согласно представленной схематической карте.

Исключить из учётных данных Новиковский сельсовет

## Географическое положение
На 2008 год граничил с Куюргазинским районом, муниципальными образованиями: Балыклинский сельсовет, Бала-Четырманский сельсовет, Денискинский сельсовет, Михайловский сельсовет,  Разинский сельсовет,  Пугачёвский сельсовет («Закон Республики Башкортостан от 17.12.2004 N 126-з „О границах, статусе и административных центрах муниципальных образований в Республике Башкортостан“»)

## Природа
река Ашкадар, ручей Балтылы,  Чекуш.

## автодороги
Михайловка - Нордовка, Юрматы - Ивановка.